# Coppa Sudamericana 2015
La Coppa Sudamericana 2015 è stata la quattordicesima edizione della Coppa Sudamericana organizzata dalla CONMEBOL. È stata vinta dalla formazione colombiana del Santa Fe, che ha conquistato il suo primo titolo nella manifestazione, ottenendo il diritto di partecipare alla Coppa Libertadores 2016, alla Recopa Sudamericana 2016 e alla Coppa Suruga Bank 2016.
Il vincitore della  precedente edizione è il River Plate.

## Partecipanti
Sono qualificate 47 squadre provenienti dalle 10 confederazioni CONMEBOL:
- Detentore del titolo
- Brasile: 8 squadre
- Argentina: 6 squadre
- Le restanti 8 nazioni: 4 squadre

Accedono ai diversi turni del torneo in base al seguente criterio
- Detentore del titolo: ottavi di finale
- Brasile ed  Argentina: secondo turno
- Le restanti 8 nazioni: primo turno

| Associazione            | Squadra                          | Turno            | Modalità di qualificazione |
| ----------------------- | -------------------------------- | ---------------- | --- |
| Argentina (6 + 1 posti) | River Plate (Detentore)          | Ottavi di finale | Campione della Coppa Sudamericana 2014 |
| Argentina (6 + 1 posti) | Huracán (Argentina 1)            | Secondo turno    | Miglior squadra del Campionato argentino 2014 non qualificata alla Coppa Libertadores 2015                                                |
| Argentina (6 + 1 posti) | Lanús (Argentina 2)              | Secondo turno    | 2ª Miglior squadra del Campionato argentino 2014 non qualificata alla Coppa Libertadores 2015                                             |
| Argentina (6 + 1 posti) | Independiente (Argentina 3)      | Secondo turno    | 3ª Miglior squadra del Campionato argentino 2014 non qualificata alla Coppa Libertadores 2015                                             |
| Argentina (6 + 1 posti) | Tigre (Argentina 4)              | Secondo turno    | 4ª Miglior squadra del Campionato argentino 2014 non qualificata alla Coppa Libertadores 2015                                             |
| Argentina (6 + 1 posti) | Arsenal Sarandí (Argentina 5)    | Secondo turno    | 5ª Miglior squadra del Campionato argentino 2014 non qualificata alla Coppa Libertadores 2015                                             |
| Argentina (6 + 1 posti) | Belgrano (Argentina 6)           | Secondo turno    | 6ª Miglior squadra del Campionato argentino 2014 non qualificata alla Coppa Libertadores 2015                                             |
| Bolivia (4 posti)       | Real Potosí (Bolivia 1)          | Primo Turno      | 4ª classificata del Campionato boliviano 2014-Clausura                                                                                    |
| Bolivia (4 posti)       | Bolívar (Bolivia 2)              | Primo Turno      | 5ª classificata del Campionato boliviano 2014-Clausura                                                                                    |
| Bolivia (4 posti)       | Aurora (Bolivia 3)               | Primo Turno      | 6ª classificata del Campionato boliviano 2014-Clausura                                                                                    |
| Bolivia (4 posti)       | Oriente Petrolero (Bolivia 4)    | Primo Turno      | 7ª classificata del Campionato boliviano 2014-Clausura                                                                                    |
| Brasile (8 posti)       | Athl. Paranaense (Brasile 1)     | Secondo turno    | Miglior squadra eliminata prima degli ottavi della Coppa del Brasile 2015 con il miglior piazzamento nella Série A 2014 o Série B 2014    |
| Brasile (8 posti)       | Sport Recife (Brasile 2)         | Secondo turno    | 2ª Miglior squadra eliminata prima degli ottavi della Coppa del Brasile 2015 con il miglior piazzamento nella Série A 2014 o Série B 2014 |
| Brasile (8 posti)       | Goiás (Brasile 3)                | Secondo turno    | 3ª Miglior squadra eliminata prima degli ottavi della Coppa del Brasile 2015 con il miglior piazzamento nella Série A 2014 o Série B 2014 |
| Brasile (8 posti)       | Chapecoense (Brasile 4)          | Secondo turno    | 4ª Miglior squadra eliminata prima degli ottavi della Coppa del Brasile 2015 con il miglior piazzamento nella Série A 2014 o Série B 2014 |
| Brasile (8 posti)       | Joinville (Brasile 5)            | Secondo turno    | 5ª Miglior squadra eliminata prima degli ottavi della Coppa del Brasile 2015 con il miglior piazzamento nella Série A 2014 o Série B 2014 |
| Brasile (8 posti)       | Ponte Preta (Brasile 6)          | Secondo turno    | 6ª Miglior squadra eliminata prima degli ottavi della Coppa del Brasile 2015 con il miglior piazzamento nella Série A 2014 o Série B 2014 |
| Brasile (8 posti)       | Bahia (Brasile 7)                | Secondo turno    | Finalista della Copa do Nordeste 2015 |
| Brasile (8 posti)       | Brasília (Brasile 8)             | Secondo turno    | Vincitore della Copa Verde 2014 |
| Cile (4 posti)          | Univ. de Concepción (Cile 1)     | Primo Turno      | Campione della Coppa del Cile 2014-2015                                                                                                   |
| Cile (4 posti)          | Huachipato (Cile 2)              | Primo Turno      | 2ª Migliore squadra in classifica generale del Campionato cileno 2014-2015 non classificata per la Coppa Libertadores 2015.               |
| Cile (4 posti)          | Universidad Católica (Cile 3)    | Primo Turno      | Vincitore della Liguilla Clausura 2015 |
| Cile (4 posti)          | Santiago Wanderers (Cile 4)      | Primo Turno      | Finalista della Liguilla Apertura 2014 |
| Colombia (4 posti)      | Deportes Tolima (Colombia 1)     | Primo Turno      | Campione della Coppa di Colombia 2014 |
| Colombia (4 posti)      | Santa Fe (Colombia 2)            | Primo Turno      | Campione della Superliga Colombiana 2015                                                                                                  |
| Colombia (4 posti)      | Águilas Doradas (Colombia 3)     | Primo Turno      | Migliore squadra in classifica generale del Campionato colombiano 2014 non classificata per la Coppa Libertadores 2015                    |
| Colombia (4 posti)      | Atlético Junior (Colombia 4)     | Primo Turno      | 2ª Migliore squadra in classifica generale del Campionato colombiano 2014 non classificata per la Coppa Libertadores 2015                 |
| Ecuador (4 posti)       | Emelec (Ecuador 1)               | Primo Turno      | Campione del Campionato ecuadoriano |
| Ecuador (4 posti)       | LDU Quito (Ecuador 2)            | Primo Turno      | Migliore squadra in classifica generale del Campionato ecuadoriano non classificata per la Coppa Libertadores 2015                        |
| Ecuador (4 posti)       | LDU Loja (Ecuador 3)             | Primo Turno      | 2ª Migliore squadra in classifica generale del Campionato ecuadoriano non classificata per la Coppa Libertadores 2015                     |
| Ecuador (4 posti)       | Universidad Católica (Ecuador 4) | Primo Turno      | 3ª Migliore squadra in classifica generale del Campionato ecuadoriano non classificata per la Coppa Libertadores 2015                     |
| Paraguay (4 posti)      | Libertad (Paraguay 1)            | Primo Turno      | Campione del Torneo Apertura e del Torneo Clausura                                                                                        |
| Paraguay (4 posti)      | Sp. Luqueño (Paraguay 2)         | Primo Turno      | Migliore squadra in classifica generale del Campionato paraguaiano 2014 non classificata per la Coppa Libertadores 2015                   |
| Paraguay (4 posti)      | Olimpia (Paraguay 3)             | Primo Turno      | 2ª Migliore squadra in classifica generale del Campionato paraguaiano 2014 non classificata per la Coppa Libertadores 2015                |
| Paraguay (4 posti)      | Nacional (Paraguay 4)            | Primo Turno      | 3ª Migliore squadra in classifica generale del Campionato paraguaiano 2014 non classificata per la Coppa Libertadores 2015                |
| Perù (4 posti)          | Melgar (Perù 1)                  | Primo Turno      | Migliore squadra in classifica generale del Campionato peruviano 2014 non classificata per la Coppa Libertadores 2015                     |
| Perù (4 posti)          | Unión Comercio (Perù 2)          | Primo Turno      | 2ª Migliore squadra in classifica generale del Campionato peruviano 2014 non classificata per la Coppa Libertadores 2015                  |
| Perù (4 posti)          | Universitario (Perù 3)           | Primo Turno      | 3ª Migliore squadra in classifica generale del Campionato peruviano 2014 non classificata per la Coppa Libertadores 2015                  |
| Perù (4 posti)          | León de Huánuco (Perù 4)         | Primo Turno      | 4ª Migliore squadra in classifica generale del Campionato peruviano 2014 non classificata per la Coppa Libertadores 2015                  |
| Uruguay (4 posti)       | Nacional (Uruguay 1)             | Primo Turno      | Campione del Campionato uruguaiano 2014-2015                                                                                              |
| Uruguay (4 posti)       | Danubio (Uruguay 2)              | Primo Turno      | Migliore squadra in classifica generale del Campionato uruguaiano 2014-2015 non classificata per la Coppa Libertadores 2016               |
| Uruguay (4 posti)       | Defensor Sporting (Uruguay 3)    | Primo Turno      | 2ª Migliore squadra in classifica generale del Campionato uruguaiano 2014-2015 non classificata per la Coppa Libertadores 2016            |
| Uruguay (4 posti)       | Juventud (Uruguay 4)             | Primo Turno      | 3ª Migliore squadra in classifica generale del Campionato uruguaiano 2014-2015 non classificata per la Coppa Libertadores 2016            |
| Venezuela (4 posti)     | Dep. La Guaira (Venezuela 1)     | Primo Turno      | Campione della Coppa di Venezuela 2014 |
| Venezuela (4 posti)     | Dep. Anzoátegui (Venezuela 2)    | Primo Turno      | 2ª Migliore squadra in classifica generale del Campionato venezuelano 2014-2015 non classificata per la Coppa Libertadores 2016           |
| Venezuela (4 posti)     | Zamora FC (Venezuela 3)          | Primo Turno      | Vincente della Serie Sudamericana con il miglior punteggio                                                                                |
| Venezuela (4 posti)     | Carabobo (Venezuela 4)           | Primo Turno      | Vincente della Serie Sudamericana con il peggior punteggio                                                                                |

## Turni preliminari

### Primo turno
| Squadra 1            | Totale          | Squadra 2           | Andata   | Ritorno  |          |
| Zona Sud             | Zona Sud        | Zona Sud            | Zona Sud | Zona Sud | Zona Sud |
| -------------------- | --------------- | ------------------- | -------- | -------- | -------- |
| Juventud             | 4 – 3           | Real Potosí         | 4 – 1    | 0 – 2    |          |
| Oriente Petrolero    | 0 – 3           | Nacional            | 0 – 3    | 0 – 0    |          |
| Santiago Wanderers   | 1 – 2           | Libertad            | 0 – 0    | 1 – 2    |          |
| Nacional             | 5 – 2           | Univ. de Concepción | 2 – 1    | 3 – 1    |          |
| Defensor Sporting    | 3 – 2           | Bolívar             | 3 – 0    | 0 – 2    |          |
| Universidad Católica | 3 – 1           | Danubio             | 1 – 0    | 2 – 1    |          |
| Olimpia              | 4 – 0           | Huachipato          | 2 – 0    | 2 – 0    |          |
| Aurora               | 2 – 7           | Sp. Luqueño         | 1 – 2    | 1 – 5    |          |
| Zona Nord            |                 |                     |          |          |          |
| Carabobo             | 0 – 0 (1–3 dtr) | Deportes Tolima     | 0 – 0    | 0 – 0    |          |
| Universidad Católica | 1 – 2           | Dep. La Guaira      | 1 – 1    | 0 – 1    |          |
| León de Huánuco      | 1 – 6           | Emelec              | 1 – 3    | 0 – 3    |          |
| Atlético Junior      | 5 – 4           | Melgar              | 5 – 0    | 0 – 4    |          |
| Universitario        | 6 – 2           | Dep. Anzoátegui     | 3 – 1    | 3 – 1    |          |
| Zamora FC            | 1 – 3           | LDU Quito           | 1 – 1    | 0 – 2    |          |
| Águilas Doradas      | 3 – 1           | Unión Comercio      | 2 – 0    | 1 – 1    |          |
| LDU Loja             | 0 – 3           | Santa Fe            | 0 – 0    | 0 – 3    |          |

### Secondo turno
| Squadra 1            | Totale          | Squadra 2        | Andata | Ritorno |
| -------------------- | --------------- | ---------------- | ------ | ------- |
| LDU Quito            | 2 – 0           | Nacional         | 1 – 0  | 1 – 0   |
| Defensor Sporting    | 4 – 0           | Universitario    | 3 – 0  | 1 – 0   |
| Nacional             | 1 – 2           | Santa Fe         | 0 – 2  | 1 – 0   |
| Dep. La Guaira       | 1 – 5           | Sp. Luqueño      | 1 – 1  | 0 – 4   |
| Brasília             | 2 – 0           | Goiás            | 0 – 0  | 2 – 0   |
| Olimpia              | 3 – 2           | Águilas Doradas  | 1 – 1  | 2 – 1   |
| Tigre                | 2 – 6           | Huracán          | 2 – 5  | 0 – 1   |
| Ponte Preta          | 1 – 4           | Chapecoense      | 1 – 1  | 0 – 3   |
| Universidad Católica | 2 – 4           | Libertad         | 2 – 3  | 0 – 1   |
| Bahia                | 2 – 4           | Sport Recife     | 1 – 0  | 1 – 4   |
| Arsenal Sarandí      | 1 – 2           | Independiente    | 1 – 1  | 0 – 1   |
| Joinville            | 0 – 3           | Athl. Paranaense | 0 – 2  | 0 – 1   |
| Deportes Tolima      | 2 – 1           | Atlético Junior  | 0 – 1  | 2 – 0   |
| Emelec               | 0 – 0 (3–2 dtr) | Juventud         | 0 – 0  | 0 – 0   |
| Belgrano             | 2 – 6           | Lanús            | 1 – 1  | 1 – 5   |

## Fase finale

### Tabellone
|  | Ottavi di finale        | Ottavi di finale  | Ottavi di finale | Ottavi di finale |       |                  | Quarti di finale | Quarti di finale | Quarti di finale | Quarti di finale |             |   | Semifinali | Semifinali | Semifinali | Semifinali |         |   | Finale | Finale | Finale | Finale |
|  |                         |                   |                  |                  |       |                  |                  |                  |                  |                  |             |   |            |            |            |            |         |   |        |        |        |        |
|  | River Plate             | 2                 | 0                | 2                |       |                  |                  |                  |                  |                  |             |   |            |            |            |            |         |   |        |        |        |        |
|  | LDU Quito               | 0                 | 1                | 1                |       |                  |                  |                  |                  |                  |             |   |            |            |            |            |         |   |        |        |        |        |
|  | LDU Quito               | 0                 | 1                | 1                |       | River Plate      | 3                | 1                | 4                |                  |             |   |            |            |            |            |         |   |        |        |        |        |
|  |                         |                   |                  |                  |       | River Plate      | 3                | 1                | 4                |                  |             |   |            |            |            |            |         |   |        |        |        |        |
|  |                         | Chapecoense       | 1                | 2                | 3     |                  |                  |                  |                  |                  |             |   |            |            |            |            |         |   |        |        |        |        |
|  | Libertad                | Chapecoense       | 1                | 2                | 3     | 1                | 1                | 2 (3)            |                  |                  |             |   |            |            |            |            |         |   |        |        |        |        |
|  | Libertad                |                   |                  |                  |       | 1                | 1                | 2 (3)            |                  |                  |             |   |            |            |            |            |         |   |        |        |        |        |
|  | Chapecoense (dcr)       | 1                 | 1                | 2 (5)            |       |                  |                  |                  |                  |                  |             |   |            |            |            |            |         |   |        |        |        |        |
|  | Chapecoense (dcr)       | 1                 | 1                | 2 (5)            |       |                  |                  |                  |                  |                  | River Plate | 0 | 2          | 2          |            |            |         |   |        |        |        |        |
|  |                         |                   |                  |                  |       |                  |                  |                  |                  |                  |             | 0 | 2          | 2          |            |            |         |   |        |        |        |        |
|  |                         | Huracán           | 1                | 2                | 3     |                  |                  |                  |                  |                  |             |   |            |            |            |            |         |   |        |        |        |        |
|  | Sport Recife            | Huracán           | 1                | 2                | 3     | 1                | 0                | 1                |                  |                  |             |   |            |            |            |            |         |   |        |        |        |        |
|  | Sport Recife            |                   |                  |                  |       | 1                | 0                | 1                |                  |                  |             |   |            |            |            |            |         |   |        |        |        |        |
|  | Huracán                 | 1                 | 3                | 4                |       |                  |                  |                  |                  |                  |             |   |            |            |            |            |         |   |        |        |        |        |
|  | Huracán                 | 1                 | 3                | 4                |       | Huracán          | 1                | 0                | 1                |                  |             |   |            |            |            |            |         |   |        |        |        |        |
|  |                         |                   |                  |                  |       | Huracán          | 1                | 0                | 1                |                  |             |   |            |            |            |            |         |   |        |        |        |        |
|  |                         | Defensor Sporting | 0                | 0                | 0     |                  |                  |                  |                  |                  |             |   |            |            |            |            |         |   |        |        |        |        |
|  | Lanús                   | Defensor Sporting | 0                | 0                | 0     | 0                | 0                | 0 (3)            |                  |                  |             |   |            |            |            |            |         |   |        |        |        |        |
|  | Lanús                   |                   |                  |                  |       | 0                | 0                | 0 (3)            |                  |                  |             |   |            |            |            |            |         |   |        |        |        |        |
|  | Defensor Sporting (dcr) | 0                 | 0                | 0 (5)            |       |                  |                  |                  |                  |                  |             |   |            |            |            |            |         |   |        |        |        |        |
|  | Defensor Sporting (dcr) | 0                 | 0                | 0 (5)            |       |                  |                  |                  |                  |                  |             |   |            |            |            |            | Huracán | 0 | 0      | 0 (1)  |        |        |
|  |                         |                   |                  |                  |       |                  |                  |                  |                  |                  |             |   |            |            |            |            |         | 0 | 0      | 0 (1)  |        |        |
|  |                         | Santa Fe (dcr)    | 0                | 0                | 0 (3) |                  |                  |                  |                  |                  |             |   |            |            |            |            |         |   |        |        |        |        |
|  | Athl. Paranaense        | Santa Fe (dcr)    | 0                | 0                | 0 (3) | 1                | 0                | 1                |                  |                  |             |   |            |            |            |            |         |   |        |        |        |        |
|  | Athl. Paranaense        |                   |                  |                  |       | 1                | 0                | 1                |                  |                  |             |   |            |            |            |            |         |   |        |        |        |        |
|  | Brasília                | 0                 | 0                | 0                |       |                  |                  |                  |                  |                  |             |   |            |            |            |            |         |   |        |        |        |        |
|  | Brasília                | 0                 | 0                | 0                |       | Athl. Paranaense | 1                | 0                | 1                |                  |             |   |            |            |            |            |         |   |        |        |        |        |
|  |                         |                   |                  |                  |       | Athl. Paranaense | 1                | 0                | 1                |                  |             |   |            |            |            |            |         |   |        |        |        |        |
|  |                         | Sp. Luqueño       | 0                | 2                | 2     |                  |                  |                  |                  |                  |             |   |            |            |            |            |         |   |        |        |        |        |
|  | Deportes Tolima         | Sp. Luqueño       | 0                | 2                | 2     | 1                | 0                | 1                |                  |                  |             |   |            |            |            |            |         |   |        |        |        |        |
|  | Deportes Tolima         |                   |                  |                  |       | 1                | 0                | 1                |                  |                  |             |   |            |            |            |            |         |   |        |        |        |        |
|  | Sp. Luqueño             | 1                 | 1                | 2                |       |                  |                  |                  |                  |                  |             |   |            |            |            |            |         |   |        |        |        |        |
|  | Sp. Luqueño             | 1                 | 1                | 2                |       |                  |                  |                  |                  |                  | Sp. Luqueño | 1 | 0          | 1          |            |            |         |   |        |        |        |        |
|  |                         |                   |                  |                  |       |                  |                  |                  |                  |                  |             | 1 | 0          | 1          |            |            |         |   |        |        |        |        |
|  |                         | Santa Fe (gfc)    | 1                | 0                | 1     |                  |                  |                  |                  |                  |             |   |            |            |            |            |         |   |        |        |        |        |
|  | Emelec                  | Santa Fe (gfc)    | 1                | 0                | 1     | 2                | 0                | 2                |                  |                  |             |   |            |            |            |            |         |   |        |        |        |        |
|  | Emelec                  |                   |                  |                  |       | 2                | 0                | 2                |                  |                  |             |   |            |            |            |            |         |   |        |        |        |        |
|  | Santa Fe (gfc)          | 1                 | 1                | 2                |       |                  |                  |                  |                  |                  |             |   |            |            |            |            |         |   |        |        |        |        |
|  | Santa Fe (gfc)          | 1                 | 1                | 2                |       | Santa Fe         | 1                | 1                | 2                |                  |             |   |            |            |            |            |         |   |        |        |        |        |
|  |                         |                   |                  |                  |       | Santa Fe         | 1                | 1                | 2                |                  |             |   |            |            |            |            |         |   |        |        |        |        |
|  |                         | Independiente     | 0                | 1                | 1     |                  |                  |                  |                  |                  |             |   |            |            |            |            |         |   |        |        |        |        |
|  | Independiente           | Independiente     | 0                | 1                | 1     | 1                | 0                | 1                |                  |                  |             |   |            |            |            |            |         |   |        |        |        |        |
|  | Independiente           |                   |                  |                  |       | 1                | 0                | 1                |                  |                  |             |   |            |            |            |            |         |   |        |        |        |        |
|  | Olimpia                 | 0                 | 0                | 0                |       |                  |                  |                  |                  |                  |             |   |            |            |            |            |         |   |        |        |        |        |

### Ottavi di finale
| Squadra 1        | Totale          | Squadra 2         | Andata | Ritorno |
| ---------------- | --------------- | ----------------- | ------ | ------- |
| River Plate      | 2 – 1           | LDU Quito         | 2 – 0  | 0 – 1   |
| Lanús            | 0 – 0 (3–5 dtr) | Defensor Sporting | 0 – 0  | 0 – 0   |
| Emelec           | 2 – 2 (gfc)     | Santa Fe          | 2 – 1  | 0 – 1   |
| Deportes Tolima  | 1 – 2           | Sp. Luqueño       | 1 – 1  | 0 – 1   |
| Athl. Paranaense | 1 – 0           | Brasília          | 1 – 0  | 0 – 0   |
| Independiente    | 1 – 0           | Olimpia           | 1 – 0  | 0 – 0   |
| Sport Recife     | 1 – 4           | Huracán           | 1 – 1  | 0 – 3   |
| Libertad         | 2 – 2 (3–5 dtr) | Chapecoense       | 1 – 1  | 1 – 1   |

### Quarti di finale
| Squadra 1        | Totale | Squadra 2         | Andata | Ritorno |
| ---------------- | ------ | ----------------- | ------ | ------- |
| River Plate      | 4 – 3  | Chapecoense       | 3 – 1  | 1 – 2   |
| Huracán          | 1 – 0  | Defensor Sporting | 1 – 0  | 0 – 0   |
| Independiente    | 1 – 2  | Santa Fe          | 0 – 1  | 1 – 1   |
| Athl. Paranaense | 1 – 2  | Sp. Luqueño       | 1 – 0  | 0 – 2   |

### Semifinali
Anche se il tabellone originale prevedeva un altro tipo di accoppiamento, per via del regolamento due squadre della stessa nazione sono tenute a scontrarsi tra di loro.
| Squadra 1   | Totale      | Squadra 2 | Andata | Ritorno |
| ----------- | ----------- | --------- | ------ | ------- |
| River Plate | 2 – 3       | Huracán   | 0 – 1  | 2 – 2   |
| Sp. Luqueño | 1 – 1 (gfc) | Santa Fe  | 1 – 1  | 0 – 0   |

### Finale
| Squadra 1 | Totale          | Squadra 2 | Andata | Ritorno |
| --------- | --------------- | --------- | ------ | ------- |
| Huracán   | 0 – 0 (1–3 dtr) | Santa Fe  | 0 – 0  | 0 – 0   |